# フアン・マルティン・パロディ
フアン・パロディ（Juan Parodi、1974年9月22日 - ）は、ウルグアイ出身のサッカー選手。ポジションはミッドフィールダー。

## 経歴
コパ・アメリカ2004のメンバーに選出された。